# TSUYOSHI 誰も勝てない、アイツには
『TSUYOSHI 誰も勝てない、アイツには』（ツヨシ だれもかてない アイツには）は、丸山恭右、原作:Zoo（石橋和章）による日本の漫画作品。
Cygamesが運営するウェブコミック配信サイト『サイコミ』にて、2018年11月29日より公開中。
最強の力を持つコンビニ店員を描く格闘ギャグ漫画。2025年1月時点でシリーズ累計発行部数は500万部を突破している。

## あらすじ
コンビニでアルバイトとして働くごく普通の青年・川端 強。しかしその正体は、古今東西のあらゆる格闘家や武術家が「最強」と噂する伝説的な存在だった。ただ平穏な生活を望む彼のもとに、その強さを聞きつけた世界中の猛者たちが次々と訪れ、戦いを挑んでくる。しかしその度に強（つよし）は、圧倒的な強さで格闘家たちを返り討ちにし続けるのだった。

## 登場人物
川端 強（かわばた つよし）
本作の主人公。美大合格を目指す浪人生で、コンビニエンスストアでのアルバイトとアトリエでの絵の練習に日々を費やしている。幼少期から続けている太極拳により、常識はずれの強さを身につけている。
星崎 愛之介（ほしざき あいのすけ）
大学空手界ではトップクラスの実力を誇る大学生。強に敗北して以来、彼の強さの秘密を知るために弟子入りを宣言し、付きまとうようになる。
夢丘 照 (ゆめおか てる)
元空手家の大学生。かつては星崎のライバルであったが、強に敗北してからは空手家を引退し、アイドルの追っかけに転身。体型も太ってしまった。
陳神美（チン シェンメイ）
本作のヒロイン。強と同じコンビニで働いている中国人留学生。だが、実は中国武術省から派遣されたスパイ。

## 書誌情報
- 丸山恭右・原作:Zoo（石橋和章） 『TSUYOSHI 誰も勝てない、アイツには』 小学館〈サイコミ×裏少年サンデーコミックス〉、既刊26巻（2025年4月17日現在）

| 巻数 | 発売日         | ISBN              |
| ---- | -------------- | ----------------- |
| 1    | 2019年12月19日 | 978-4-09-129493-7 |
| 2    | 2020年3月19日  | 978-4-09-850029-1 |
| 3    | 2020年5月19日  | 978-4-09-850050-5 |
| 4    | 2020年8月19日  | 978-4-09-850233-2 |
| 5    | 2020年10月16日 | 978-4-09-850303-2 |
| 6    | 2020年12月18日 | 978-4-09-850353-7 |
| 7    | 2021年2月19日  | 978-4-09-850443-5 |
| 8    | 2021年3月19日  | 978-4-09-850448-0 |
| 9    | 2021年4月19日  | 978-4-09-850538-8 |
| 10   | 2021年6月17日  | 978-4-09-850585-2 |
| 11   | 2021年7月16日  | 978-4-09-850588-3 |
| 12   | 2021年11月18日 | 978-4-09-850776-4 |
| 13   | 2022年1月19日  | 978-4-09-850779-5 |
| 14   | 2022年5月18日  | 978-4-09-851046-7 |
| 15   | 2022年8月19日  | 978-4-09-851217-1 |
| 16   | 2022年11月17日 | 978-4-09-851378-9 |
| 17   | 2023年3月17日  | 978-4-09-851556-1 |
| 18   | 2023年6月19日  | 978-4-09-852082-4 |
| 19   | 2023年9月19日  | 978-4-09-852813-4 |
| 20   | 2023年12月19日 | 978-4-09-853066-3 |
| 21   | 2024年2月19日  | 978-4-09-853134-9 |
| 22   | 2024年5月17日  | 978-4-09-853320-6 |
| 23   | 2024年8月19日  | 978-4-09-853512-5 |
| 24   | 2024年10月18日 | 978-4-09-853619-1 |
| 25   | 2025年1月17日  | 978-4-09-853790-7 |
| 26   | 2025年4月17日  | 978-4-09-854062-4 |